# Tenuipalpus aurantiacus
Tenuipalpus aurantiacus är en spindeldjursart som beskrevs av Wang 1983. Tenuipalpus aurantiacus ingår i släktet Tenuipalpus och familjen Tenuipalpidae. Inga underarter finns listade i Catalogue of Life.